# Vytáčník

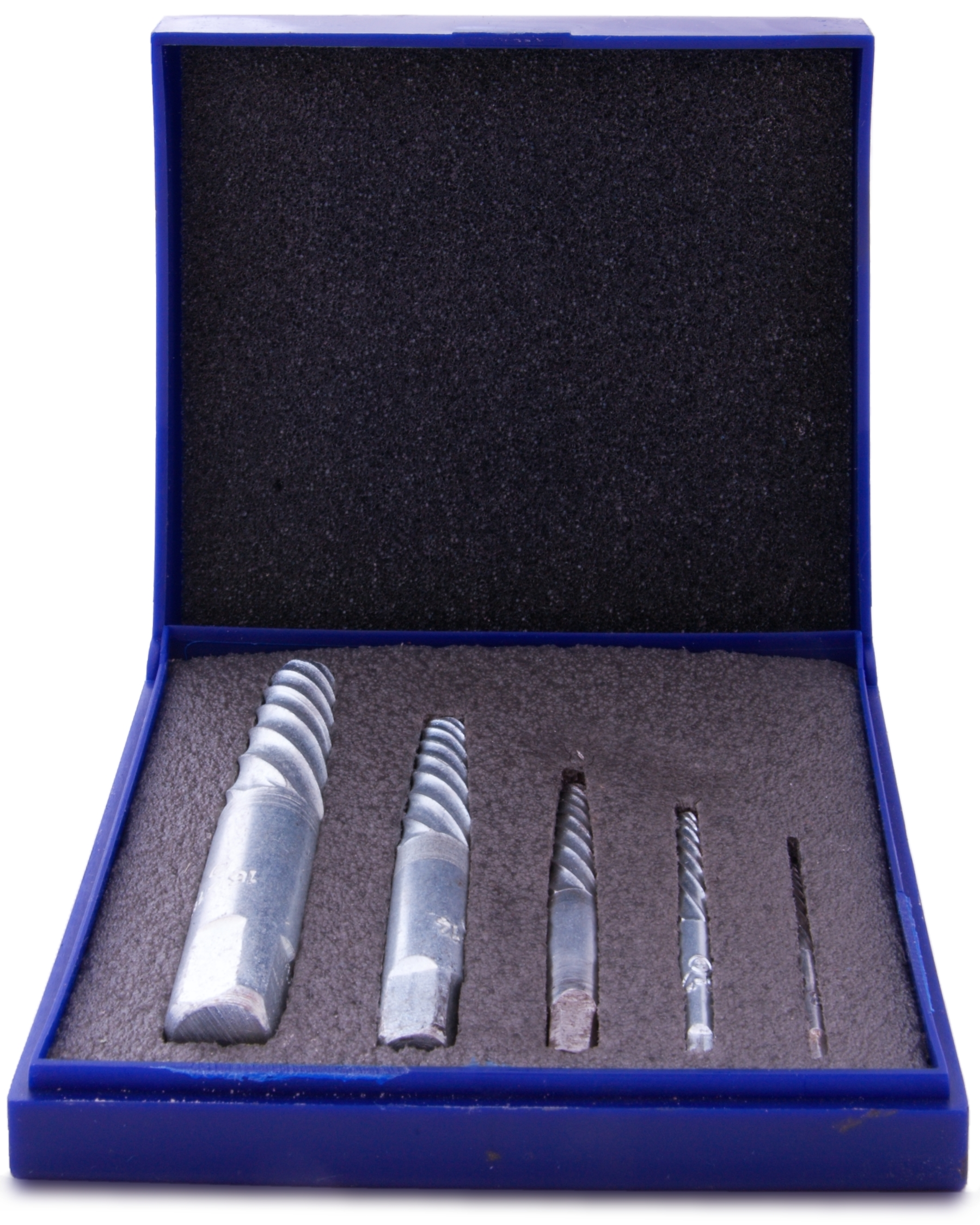
Sada vytáčníků

Vytáčník je ruční nástroj používaný pro vytočení zalomeného šroubu. Po zalomení šroubu je třeba vyvrtat ve zbylém těle díru menším vrtákem. Za použití patřičného průměru vytáčníku upevněném ve vratidle uvolníme zbytek šroubu opačným směrem. Vytáčník má tedy opačný závit, než šroub, který se snažíme vyšroubovat.